# José Luis Capdevila
José Luis Sánchez Capdevila (Saragozza, 12 febbraio 1981) è un allenatore di calcio ed ex calciatore spagnolo, di ruolo centrocampista, tecnico del Leganés B.

## Carriera

### Club
Ha giocato nella massima serie dei campionati spagnolo e boliviano.